# Lady D'Arbanville
"Lady D'Arbanville" é uma canção escrita e gravada por Cat Stevens , lançada em abril de 1970. Posteriormente, apareceu no seu terceiro álbum, Mona Bone Jakon, lançado mais tarde nesse ano. Foi o seu primeiro single lançado após a assinatura de um contrato com a Island Records, com o incentivo do seu novo produtor, Paul Samwell-Smith, direcionando a sua produção musical para o folk rock. "Lady D'Arbanville" apresenta características de sonoridade madrigal, e foi escrita sobre a ex-namorada de Stevens , Patti D'Arbanville, onde metaforicamente, a esquece.

## Antecendentes
"Lady D'Arbanville" foi o primeiro single lançado a partir de Mona Bone Jakon, que direcionou a carreira de Cat Stevens numa direção completamente diferente da que era seguida pelas canções de seus dois álbuns anteriores. Embora o álbum de estreia de Stevens tenha alcançado lugares cimeiros nas tabelas de vendas, e dos dois álbuns que tinha gravado tenham  sido extraídos singles de sucesso na tabela de vendas pop britânica, insurgiu-se contra a "Carnaby Street musical jangle" e "mão pesada" que o seu produtor, Mike Hurst ( Deram Records) favorecia. Logo depois da conclusão de seu segundo álbum com Hurst, Stevens contraiu tuberculose e um colapso pulmonar, o que requereu hospitalização e repouso durante um ano. Durante esse tempo, ele passou as suas horas vagas a escrever mais de 40 músicas, e após a obtenção de um atestado de saúde,  negociou com êxito a rescisão do seu contrato com a Deram e estabeleceu-se na Island Records de Paul Samwell-Smith como seu novo produtor, que incentivou as inclinações de Stevens para o género musical folk rock.